# Cornier

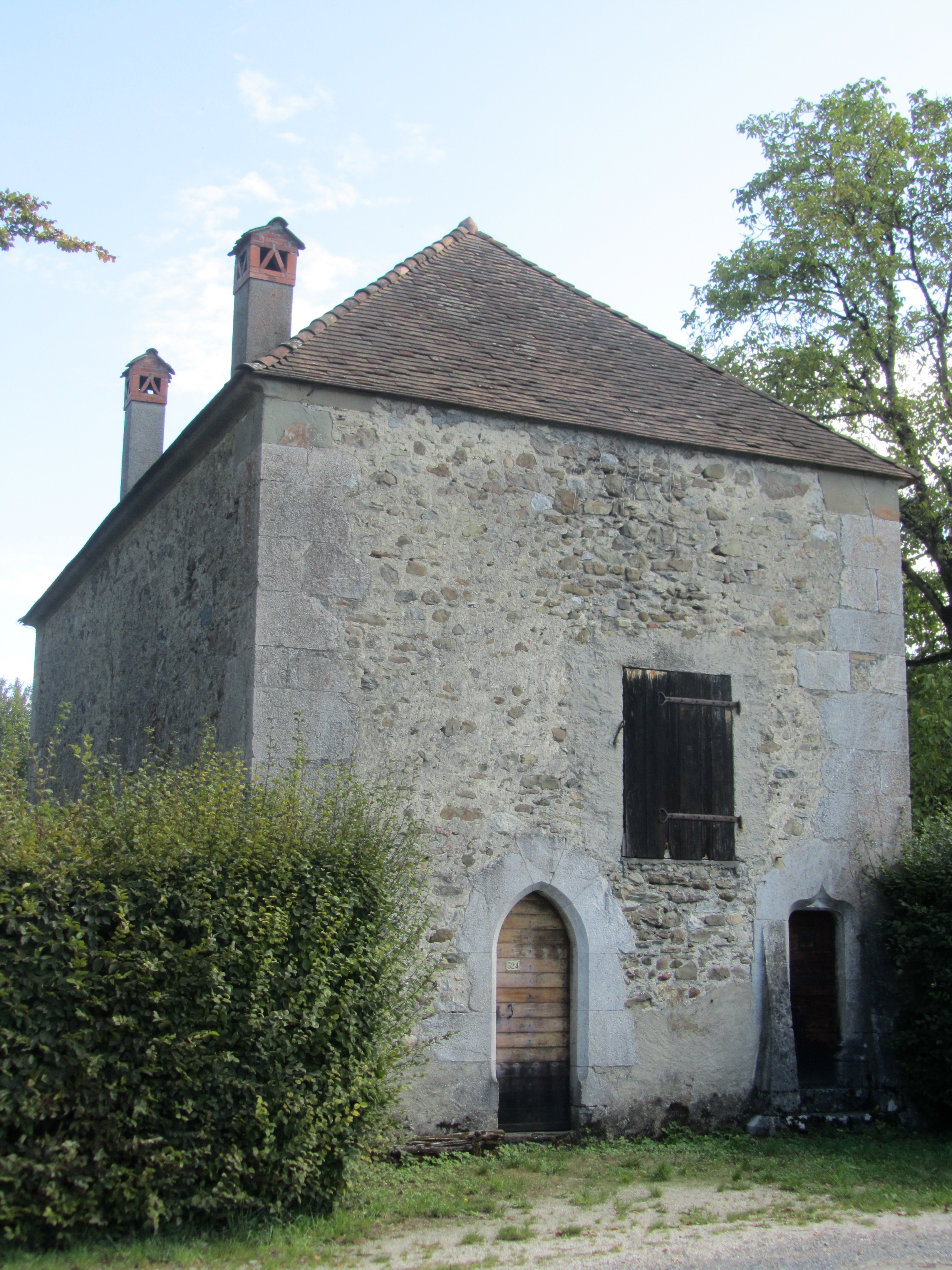
Kaplica Madeleine w pobliżu Cornier (2011)

Cornier – miejscowość i gmina we Francji, w regionie Owernia-Rodan-Alpy, w departamencie Górna Sabaudia.
Według danych na rok 1990 gminę zamieszkiwały 763 osoby, a gęstość zaludnienia wynosiła 113 osób/km² (wśród 2880 gmin regionu Rodan-Alpy Cornier plasuje się na 934. miejscu pod względem liczby ludności, natomiast pod względem powierzchni na miejscu 1378.).